# Neiva Guedes
Neiva Maria Robaldo Guedes, més coneguda com a Neiva Guedes (Punta Porã, 10 de desembre de 1962) és una biòloga brasilera, especialista en medi ambient i conservació d'espècies.
El novembre de 1989, Guedes trobà un estol de guacamais jacints en el Pantanal, la zona humida més gran del món, i sabent que estaven en perill d'extinció, va començar per iniciativa pròpia un treball de catalogació i conservació de l'espècie. La captura il·legal d'individus pel comerç de lloros de companyia, la destrucció de l'hàbitat, així com l'obtenció de plomes per a la confecció d'artesanies eren els principals factors que provocaven la disminució dràstica de la seva població.

## Biografia
Guedes nasqué el 1962, a Ponta Porã, municipi de l'estat brasiler de Mato Grosso do Sul. Inicialment, volia estudiar medicina i especialitzar-se en pediatria, però no va traure prou puntuació en les proves d'accés a la universitat. Llavors descobrí que podia accedir al curs de biologia en horari nocturn i a la vegada treballar de dia per tal d'ajudar la seva família. Es graduà en biologia per la Universitat Federal del Mato Grosso do Sul el 1987. El 1990, ingressà en un màster de la Escola Superior d'Agricultura Luiz de Queiroz de la Universitat de São Paulo (ESALQ - USP), estudiant la biologia reproductiva del guacamai jacint del Pantanal.
Fou tot just quan s'havia acabat de formar quan avistà per primera vegada els guacamai jacints. Aquell mateix dia, descobrí que l'espècie corria risc d'extingir-se i llavors comprengué que la millor manera de preservar l'espècie seria estudiant les causes de la seva desaparició, a més de monitorar els individus remanents, realitzant mapes dels nius i contant ous i polls. Aleshores pràcticament no hi havia estudis previs sobre els guacamais jacints i el treball d'investigació de Guedes esdevingué la principal font d'informacions sobre les seves poblacions, així com dels seus comportaments de vida i reproducció.
Mentre cursava el màster, sortí pel Pantanal, partint del municipi de Miranda i aplicant el mètode d'estudi que havia desenvolupat. Amb l'ajuda del Fons Mundial per la Natura aprengué a escalar als arbres per tal d'arribar fins als nius dels guacamais. Guedes descobrí que aquests ocells són "enginyers ambientals" de la natura, doncs els seus nius, fets en cavitats dins els arbres, també són reaprofitats per altres espècies. També va detectar que col·laboren en la dispersió de llavors en locals distants de la planta original.
A finals de la dècada de 1980, s'estimava que la població de guacamais jacints no arribava als 1.500 individus. El 2019, la població ja havia augmentat: en el Pantanal, es calcula que vivien prop de 6.500 guacamais, a més d'aquelles no comptabilitzades en la regió del cerrado. El treball de la biòloga també descobrí que el principal obstacle per la reproducció de l'espècie era la falta de cavitats per als guacamais i les seves cries, havent-hi disputa entre els ocells pels millors espais. Així, el grup de Guedes passà a instal·lar nius de fusta dalt dels arbres. Els agricultors permeten l'entrada dels investigadors per la instal·lació dels nius i fins i tot planten arbres per facilitar la procreació.
El 2005, Guedes ingressà en el doctorat per la Universitat Estatal Paulista, on defensà la seva tesi el 2009, en continuïtat al seu treball amb els guacamais jacint. Neiva és avui una de les especialistes més importants en guacamais blaus de l'Amèrica Llatina. És professora de la Universitat pel Desenvolupament de l'Estat i de la Regió del Pantanal i presidenta de l'Institut Arara Azul des de la seva creació.

## Instituto Arara Azul
L'institut fou creat el 2003, en el Pantanal de Mato Grosso do Sul. És responsable per promoure la conservació del guacamai jacint («arara azul», en portuguès), de la biodiversitat i del Pantanal, a través de la implicació i de la conscienciació de les persones per a la utilització racional dels recursos naturals. És una institució civil, sense ànim de lucre, que compta amb autonomia administrativa i financera, a través de societats amb entitats privades i públiques.
A més dels guacamais jacints, l'institut estudia també la biologia reproductiva del guacamai roig alaverd, dels tucans, dels rapinyaires diurns i nocturns, dels ànecs muts i d'altres espècies que cohabiten amb els guacamais en el Pantanal. En total, l'institut cobreix una àrea de més de 400 mil hectàrees d'aquesta zona humida, fent seguiment de prop de 615 nius, en 57 granges, i 5 mil aus, en el Pantanal. L'institut és referència mundial en la investigació de psitaciformes, ja havent format diversos professionals per tot el Brasil.
El 2019, Guedes fou indicada al Premi Faz Diferença, una iniciativa del diari O Globo en col·laboració amb la Federació de les Indústries de l'Estat de Rio de Janeiro.